# Jules Fischer
Pour les articles homonymes, voir Fischer.
Jules Fischer, né à Lyon le 5 novembre 1847, est le dirigeant d'une usine textile de confection de soie dans l'Isère, connu comme protagoniste principal de l'« affaire de Châteauvilain » (1886), dans laquelle il s'oppose avec ses ouvrières aux forces de l'ordre venues fermer la chapelle de l'usine, considérée comme illégale.

## Biographie
Né à Lyon dans le quartier de La Croix-Rousse le 5 novembre 1847, Jules Frédéric Fischer est issu d'une famille implantée à Lyon et œuvrant dans l'industrie textile. Son père, Jean Fischer (fils de Joseph Fischer), est tailleur d'habits à Lyon; sa mère est Rosalie Thermoz (1825-1875). Il a une soeur ainée, Anne Marie Fischer (12 août 1843 à Lyon -29 janvier 1901 à Lentilly). Il réside dans la propriété de la famille Fischer à Maubec près de Bourgoin-Jallieu (la villa Fischer). Veuf en 1881 de Benoîte Gaubet (mariage du 20 juin 1878 à Lyon 04), il se marie en secondes noces avec Sophie Léonie Guillaud (1865-1922) le 24 octobre 1883 dans la commune du Passage. Il a deux enfants de sa première femme et quatre de sa seconde. Son fils Jean-Marie, issu de son premier mariage et travaillant dans l'usine paternelle meurt fin 1900 à Châteauvillain à l'âge de 19 ans. Jules est toujours en poste à l'usine à ce moment.

## L'affaire de Châteauvilain
Jules Fischer est le directeur d'une importante usine textile de confection de soie, l'usine de la Combe des Éparres dans la commune de Châteauvilain (aux alentours de la ville de Bourgoin-Jallieu, dans l'Isère), employant environ 400 ouvrières. C'est une « usine-pensionnat », les ouvrières vivant sur les lieux de leur travail ; elle appartient aux frères Giraud, qui habitent Lyon.

### Une chapelle non autorisée
L'usine de Châteauvilain possède une chapelle, ce qui est le point de départ de l'affaire. Celle-ci a été construite en 1843, lors de l'achat de l'usine, puis déplacée dans le bâtiment principal en 1885, le bâtiment originel étant devenu trop étroit. Quatre religieuses, dont une mère supérieure, de l'ordre de Sainte Philomène, sont chargées de la surveillance des ouvrières durant les récréations (suppléant les contremaîtresses), et gèrent également l'intendance et le service de la chapelle. Une rivalité entre le maire Douillet, républicain, et le curé Guillaud, oncle du directeur et soutenu par les patrons de l'usine, crée des tensions autour de la religion sur le territoire de la commune. Les tensions s'accumulent lorsque le maire prend la tête du parti anticlérical local, et demande auprès de l'évêque de Grenoble, Amand-Joseph Fava le remplacement du curé et du vicaire de la chapelle de l'usine, présent en permanence dans l'usine.
L'évêque est alors en pointe dans la lutte contre la République laïque; celle-ci, après avoir interdit les congrégations masculines non autorisées, et commencé la laïcisation des écoles et des hôpitaux, va bientôt faire passer la Loi Goblet, interdisant aux religieux d'enseigner dans les écoles publiques, et parachevant les lois Jules Ferry. Loin de répondre aux attentes de Douillet, Fava décide donc de visiter la chapelle pour la bénir. Attaqué par Le Nouvelliste de Lyon (journal catholique, soutenu activement par l'un des frères Giraud), le maire, qui cherche également à faire fermer l'école congréganiste de jeunes filles de sa commune, pour éviter toute concurrence à l'école laïque, fait une demande en haut lieu pour que la chapelle soit fermée avant la venue de l'évêque.
Le concordat de 1801 mentionne que l'État entretient les édifices de culte lorsque ceux-ci sont déclarés et autorisés, ce qui n'est pas le cas de cette chapelle. Bien que la pratique de cette autorisation soit tombée en désuétude, la question avait déjà été soulevée en 1885, lors de son déplacement : le 19 juin, le préfet de l'Isère avait adressé une mise en demeure à Jules Fischer, demandant la fermeture de la chapelle ; celle-ci est tout de même bénie par Fava le même mois.

### Intervention de la Gendarmerie
Le 29 mars 1886, le ministre de l'Instruction Publique et des Cultes René Goblet envoie une dépêche au préfet de l'Isère à ce sujet ; le préfet prend le 2 avril un arrêté pour fermer définitivement la chapelle. Le 6 avril 1886, le commissaire de police de Bourgoin se rend à l'usine de la Combe. Il informe Jules Fischer de  « la fermeture immédiate, comme lieu de culte non autorisé, de la chapelle ouverte illégalement dans l'usine » par arrêté préfectoral. Le commissaire échoue toutefois dans sa tentative de poser des scellés sur les portes de la chapelle, car Jules Fischer s'y oppose tant que ses patrons ne seront pas prévenus ; revenu le lendemain avec deux gendarmes, le commissaire échoue à nouveau, Fischer attendant toujours une réponse de Lyon.
Le 8 avril 1886, Cloître revient devant l'usine accompagné de deux maréchaux des logis et de cinq gendarmes, sous la supervision du sous-préfet Balland ; ils se massent devant l'entrée de l'usine, maintenue fermée par Fischer. De son côté, le curé Guillaud réunit les ouvrières à huit heures, et les incite à faire barrage aux forces de l'ordre, accusant le maire d'être à l'origine de leur démarche. En fin de matinée, les machines s'arrêtent et les ouvrières sortent, pour être encouragées à leur tour par les religieuses à s'armer pour résister. Le sous-préfet décide alors de prendre les devants ; après l'échec du crochetage de la porte principale, les gendarmes arrivent à passer par une porte secondaire donnant dans un jardin. Fischer et une dizaine d'ouvrières tentent de les contrer ; le premier tire deux fois en l'air pour impressionner la troupe.
La légende veut que ce dernier ait crié : « Le premier qui entre, je lui brûle la cervelle. » Jules Fischer tire, le gendarme Bonnieu riposte, tirant une balle dans la mâchoire du directeur. Ce dernier s'écroule et le gendarme se jette sur lui pour le maîtriser. Pour défendre son directeur, une ouvrière nommée Henriette Bonnevie se jette à son tour sur le gendarme pour lui déverser le contenu d'un pot de chambre sur la tête. Aveuglé, le gendarme tire et tue l'ouvrière. Une autre ouvrière reçoit une décharge dans la cuisse.
À la suite de ces échanges de coup de feu, les gendarmes se rendent rapidement maîtres de la situation devant la chapelle ; toutefois, les portes du lieu ayant été enlevées par la mère supérieure, l'opération de pose des scellés prend un peu plus de temps que nécessaire.

### Réactions et procès
Le 13 avril, le député catholique Albert de Mun prend la parole à la Chambre, s'en prenant aux autorités et au gouvernement. René Goblet, entre autres, est pris à partie pour son intervention auprès du préfet de l'Isère. Les députés de Bélizal et de Larmazelle organisent aux Folies Bergère une conférence sur le « Drame de Châteauvilain et la liberté religieuse de l’ouvrier ». Le Nouvelliste, bientôt suivie par l'ensemble de la presse conservatrice, lance une campagne pointant l'intolérance religieuse du gouvernement, tout en faisant d'Henriette Bonnevie une martyre de la cause catholique.
À l'opposé, le mouvement anticlérical pointe le rôle du curé et des religieuses dans la confrontation. Plus d'un quart des ouvrières présentes sont interrogées : une minorité d'ouvrières acquise au soutien des religieuses et du directeur aurait entraîné le reste des employées, et l'unanimité de celles-ci mise en avant par la presse catholique est loin d'être conforme à la réalité des faits.
Un procès pour « résistance à main armée aux forces de l'ordre » s'ensuit et fait grand bruit. Certains parleront d'« émeute cléricale préparée de longue main » (Gustave Naquet), d'autres mentionnent au contraire « l'agression inouïe, indigne d'un peuple civilisé » (Albert de Mun). Les frères Giraud avaient bien écrit à Fischer de ne pas résister, mais il n'est pas possible de déterminer si ce dernier a bien reçu la lettre.
Le comte de Paris Philippe d'Orléans, petit-fils de Louis Philippe décerne une médaille à Jules Fischer pour sa résistance et pour la défense de la chapelle. Le directeur se voit infliger une amende, mais reçoit un fort soutien de la part de nombre d'ouvriers et de personnalités de l'époque. Une souscription a lieu dans des usines en soutien à Jules Fischer et à la mémoire d'Henriette Bonnevie.